# Ebenstein
Ebenstein är ett berg i Österrike.   Det ligger i distriktet Bruck-Mürzzuschlag och förbundslandet Steiermark, i den östra delen av landet, 120 km sydväst om huvudstaden Wien. Toppen på Ebenstein är 2 123 meter över havet, eller 590 meter över den omgivande terrängen. Bredden vid basen är 12,6 km.
Terrängen runt Ebenstein är bergig åt nordost, men åt sydväst är den kuperad. Närmaste större samhälle är Eisenerz, 12,4 km sydväst om Ebenstein. 
I omgivningarna runt Ebenstein växer i huvudsak blandskog. Runt Ebenstein är det ganska glesbefolkat, med 48 invånare per kvadratkilometer.